# Тон Ріхтер
Тон Ріхтер (нід. Ton Richter, 16 листопада 1919 — 10 серпня 2009) — нідерландський хокеїст на траві.
Бронзовий призер Олімпійських Ігор 1948 року.